# Nemes Lívia
Nemes Lívia (Budapest, 1919. augusztus 13. – 2006. november 6.) pszichoanalitikus, pszichoterapeuta, gyermekpszichológus, klinikai pszichológus.
Jelentős szerepet játszott a magyar pszichoanalitikus mozgalom újjászervezésében, az új pszichoanalitikus nemzedék kiképzésben. Pszichoanalitikus munkája mellett a magyar gyermekpszichológia fejlődéséhez is meghatározóan járult hozzá és kutatta a nyugatos írók kapcsolatát a pszichoanalízissel.

## Tanulmányai
- 1950 Pázmány Péter Tudományegyetem, középiskolai tanár (filozófia, társadalomtudomány, lélektan)

Tudományos fokozat
- 1971 ELTE, bölcsészettudományi doktor

## Munkahelyei, beosztásai
- 1948              Budapesti Pedagógiai Főiskola, tanársegéd,
- 1949-1950         Országos Neveléstudományi Intézet, előadó,
- 1951-1956         Kispesti Textilgyár
- 1957-1959         Országos Pedagógiai Intézet, előadó,
- 1962-1967         Korányi Tbc Intézet, klinikai pszichológus,
- 1968-1980         Fővárosi Gyermekpszichológiai Szakrendelő, gyermekpszichoterapeuta Klinikai pszichológus és pszichoanalitikus pszichoterapeuta.

## Fontosabb életrajzi események
Nemes Lívia életének jelentősebb eseményei a magyar történelem fontos sorsfordulóihoz kapcsolódnak. Születése napján dőlt meg a Tanácsköztársaság és vonultak be az antant csapatok Budapestre, miközben vajúdó édesanyjával a mentő a kórházba tartott. Apja Nemes József rövidáru kereskedő volt, anyja, Klein Irma, akinek családja tejfeldolgozással foglalkozott. Anyai nagybátyja Kende (sz. Klein) Zsigmond orvosi diplomát szerzett, aki később a Polgári Radikális Párt alapítója lett, és a Galilei Kör vezetője.
Általános és középiskoláit (Veres Pálné Gimnázium) Budapesten végezte, de a zsidótörvények miatt tanulmányait már nem tudta befejezni, így iparrajziskolába iratkozott be, hogy megélhetéséhez legyen szakmája. A német megszállás alatt családjával kényszerlakhelyre költözött. Rajziskolai tudását felhasználva nővérével együtt iratokat hamisítottak. A felszabadulás után sikerült megszereznie az érettségit és beiratkozott a Pázmány Péter Tudományegyetemre (ELTE), ahol filozófiát, pedagógiát és lélektant hallgatott, mellette tanársegédként tanított is. 1949-től 1950-ig az Országos Neveléstudományi Intézetben dolgozott Mérei Ferenc munkatársaként, közben pedagógusként tanított főiskolán, tanítóképzőben, gimnáziumban is. Az ötvenes évek elején politikai okokból megszüntették az intézetet, elvesztette állását és munkanélküli lett. Iparrajziskolai képzettsége alapján textilgyári munkásként dolgozott egészen 1956-ig. Ezután 1957-59-ig az Országos Pedagógiai Intézet előadója volt, majd a Mérei féle politikai koncepciós per során államellenes szervezkedés vádjával 1959-ben letartóztatták és három évig börtönben volt Kalocsán. Nemes Lívia elleni koncepciós per részleteiről Gál Éva írt egy tanulmányt az Élet és irodalomba. Börtönévei alatt írástudatlan roma foglyokat tanított írni, olvasni. A börtön után sokáig nem kapott állást, majd Dr. Levendel László alkalmazta őt 1962-től az Országos Korányi Tbc és Pulmonológiai Intézetben pszichológusként. 1968-tól 1980-ig a Fővárosi Gyermekpszichológiai Szakrendelő Archiválva 2020. március 2-i dátummal a Wayback Machine-ben, "a Faludi" vezető pszichológusa volt. Nyugdíjazása után 1980-tól további hat évig a SOTE Pszichiátriai Klinikáján tartott elméleti szemináriumot klinikai területen  dolgozó pszichológusoknak a felnőtt kórképekről és még évtizedekig folytatta pszichoanalitikusi gyógyító és kiképző munkáját.

## Gyermekpszichológiai munkássága
A szellemi áramlatok közül fiatal korától leginkább a polgári liberális eszmék hatottak rá, családi és baráti köre a tudományos gondolkodást és az értelmiségi létformát tisztelte és tartotta követendőnek. Pszichológiai gondolkodására Freud művei gyakorolták a legnagyobb hatást, majd Mérei és Piaget tanítása nyomán a gyermeklélektan bűvöletébe került. Mérei Ferenc munkatársaként részt vett számos óvodai és iskolai kikérdezésben, felmérésben, a helyrajzi tájékozódás vizsgálatában, a szociometriai módszer kidolgozásában, a pár- és csoportkísérletekben. A „Faludi utcai Rendelő”-ben, amely az akkori időkben szemléletében az egyik legmodernebb, pszichoanalitikus irányultságú gyermekterápiás intézmény volt. Gyermekpszichoterápiás munkáját Piaget fejlődés lélektanára és a pszichoanalitikus fejlődéslélektan ötvözésére alapozta. A rendelő hírnevét azonban nemcsak gyermekterápiáinak köszönhette, hanem annak a páratlan szeminárium sorozatnak is, amelyet Nemes Lívia hívott életre, és amelyet közel két évtizeden keresztül tartott életben. A szeminárium egyfajta posztgraduális képzésnek bizonyult, amelyben a klasszikus és modern pszichoanalitikus elméletek, valamint a gyermekterápia és pszichoanalitikus fejlődéselmélet kérdéseibe nyerhettek betekintést a szakemberek.  Nemes Lívia gyógyító tevékenysége külön elismerést érdemel, mert ő volt az első analitikusan képzett gyermekpszichoterapeuta, aki tudását és szemléletét a "terepen" szerezte meg, alakította ki. Klinikai munkája során különösen sokat foglalkozott a pszichoszomatikus tünetektől szenvedő gyermekek, majd felnőttek pszichoterápiájával, de ugyanennyire számottevő a lelkileg beteg gyermekekkel és serdülőkkel több évtizeden át folytatott analitikusi terápiás tevékenysége is.

## Pszichoanalitikus munkássága
Pszichoanalitikusi képzése a negyvenes évek elején kezdődött Bak Róbertnél még páciensként, majd Székács Istvánnál folytatódott, s szakadt félbe letartóztatása miatt. Kiképző analízisét a hatvanas évek közepétől kezdte újra és fejezte be Hermann Imrénél. 1975-ben közvetlen tagja lett a Nemzetközi Pszichoanalitikus Társaság (IPA) – nak. 1980-han a Magyar Pszichiátriai Társaságon belül létrejött a Pszichoanalitikus Munkacsoport. Ez volt az első hivatalosan elfogadott pszichoanalitikus csoport, aminek szervezését és vezetését Nemes Lívia végezte. A munkacsoport, majd az Ideiglenes Pszichoanalitikus Társaság elnökeként, az "ötök" (Hidas György, Linczényi Adorján, Paneth Gábor, Vikár György, Nemes Lívia) egyikeként, döntően hozzájárult a magyar pszichoanalitikus mozgalom ismételt nemzetközi elfogadottságához. 1984-től a magyar analitikusokat az IPA elfogadta ideiglenes társaságnak, amelynek elnöke Nemes Lívia lett. Az ő elnöksége alatt szerveződött a háború utáni első nemzetközi pszichoanalitikus konferencia Budapesten 1986-ban, amelynek központi témája a trauma volt.
Nemes Lívia a Magyar Pszichoanalitikus Egyesület kiképző analitikusa volt. Évtizedeken át vezetett alapfokú és speciális elméleti szemináriumokat nagy érdeklődés mellett. Hosszú évekig tevékenykedett a Tanulmányi Bizottság elnökeként.
Pszichológiai gondolkodására Freud műveinek tanulmányozása, Mérei és Piaget tanításai voltak a legnagyobb hatással. Pszichoanalitikusként folytatott tevékenységét Hermann Imre munkássága és a nála folytatott, majd befejezett analízis fejlesztette tovább.
Számos publikációja jelent meg magyar és külföldi szaklapokban a magyar pszichoanalízis múltjáról, Ferenczi Sándor és Hermann Imre munkáihoz csatlakozóan és klinikai gyakorlatából.